# Anna Stafiuk
Anna Ołehiwna Stafiuk (ukr. Анна Олегівна Стафюк; ur. 22 września 1987 w Kijowie) – ukraińska koszykarka występująca na pozycji środkowej.
10 sierpnia 2017 została zawodniczką PGE MKK Siedlce. 14 września opuściła klub z powodu kontuzji.

## Osiągnięcia
Stan na 28 sierpnia 2017, na podstawie, o ile nie zaznaczono inaczej.
Drużynowe
- Wicemistrzyni Ukrainy (2017)
- Brązowa medalistka mistrzostw Ukrainy (2015)
- 4. miejsce podczas mistrzostw Ukrainy (2016)
- Zdobywczyni pucharu Ukrainy (2017)
- Uczestniczka rozgrywek:
  - Eurocup (2009/10)
  - ligi wschodnioeuropejskiej (2016/17)

Indywidualne
- Liderka w blokach ukraińskiej ligi UPBL (2010)[5]

Reprezentacja
- Uczestniczka mistrzostw Europy U–20 (2007 – 13. miejsce)